# Diana Salazar (artista)
Diana Salazar (nacida en 1972) es una artista Mexicana quien desde 1995 ha realizado una carrera dividida entre la producción y la enseñanza. Ella ha trabajado principalmente en pintura, pero también ha trabajado en fotografía, tipografía y cerámica. Su trabajo ha sido reconocido al formar parte del Sistema Nacional de Creadores de Arte y al haber obtenido diversos premios y reconocimientos.

## Vida y educación
Diana Salazar nació en 1972 en la Ciudad de México. Comenzó sus estudios de arte en la Facultad de Artes y Diseño de la Universidad Nacional Autónoma de México (UNAM), titulándose de la licenciatura en 1994 y obteniendo el grado de maestra en historia del arte en 1999 en la UNAM.
Como estudiante de licenciatura, se especializó en puntura, fotografía y en impresión de huecograbado.
Su tesis de maestría fue “De la foto a la pintura, Influencias de la visión fotográfica en la mirada pictórica.”
Estos estudios fueron financiados por las becas Jóvenes Creadores que recibió en 1995-1996 y 2000-2001, junto con otra beca de la Fundación UNAM.
En 1999, se mudó a París para enseñar español por un año en la Académie de Créteil contratada por el Ministerio de Educación Nacional de Francia.
En Francia creó una serie de pinturas basadas en la vida en País que se mostraron en una exposición y se encuentran en un catálogo impreso.
Ella se encuentra actualmente estudiando el doctorado en arte y diseño en la Facultad de Arte y Diseño con un título de tesis tentativo “Desarrollo de un seminario de pintura contemporánea. Propuestas en torno a la enseñanza de la pintura” (Desarrollo de un seminario en pintura contemporánea. Propuestas para diseño en pintura).
Actualmente vive en la Ciudad de México.

## Carrera
La carrera de Diana Salazar se ha dividido entre la pintura y la enseñanza, disciplinas que refiere “celosas” entre ellas pero que se enriquecen mutuamente.
Comenzó a impartir clases en 1995 en la UNAM, principalmente en los niveles básicos de cursos en visualización, de técnicas de representación gráfica, de dibujo y de análisis de formas. Desde el 2006, ha coordinado el seminario de pintura contemporánea en la escuela y en 2008, comenzó a impartir clases a nivel de maestría, principalmente enseñando pintura en el programa de Arte y Diseño, habiendo dirigido más de 50 proyectos de investigación y arte. También ha impartido clases en otras instituciones públicas y privadas en México.
Su carrera como artista también comenzó en 1995 con su primera exposición individual en la Alianza Francesa en el barrio de San Ángel en la Ciudad de México. Desde entonces, ella ha mostrado su trabajo en más de 50 exposiciones individuales y colectivas en México, Norteamérica, Europa y América del Sur.
Sus exposiciones individuales incluyen las mostradas en el Museo de Arte Popular (Ciudad de México) en la Ciudad de México (2014), en los Fugaces Galería Arte Actual Mexicano en Monterrey (2008), en la Casa de Francia en la Ciudad de México (2004), en la Galería de Arte Contemporáneo y Diseño en Puebla (2004), en The Other Gallery en Alberta, Canadá, en la Galería Calakmul en la Ciudad de México (2002), en la Galería de Ciencias y Artes en Hermosillo, Sonora (1998) y en la ENAP (1996). Entre las exposiciones colectivas se encuentran aquellas en el Centro de las Artes en Monterrey (2006, 2008, 2009, 2010, 2012), en el Mexican Cultural Institute in San Antonio, Texas (2007), en el Museo Metropolitano de Monterrey (2003, 2005), en la Centro Nacional de las Artes en la Ciudad de México (2002), en la primera Biennal de Bellas Artes de Tamaulipas (2003), en el Salón de Octubre en Guadalajara (2002), en el Museo de la Ciudad de México (2002),en el mairie de Bagnolet en Francia (2000) y en la primera Biennal Iberoamericana de Arte en Lima, Perú.
Diana Salazar también ha trabajado con Uriarte Talavera para crear piezas de cerámica con diseños propios.
Su trabajo artístico ha sido reconocido con su afiliación al Sistema Nacional de Creadores de Arte of CONACULTA (2012-2015), junto con una mención honoraria en el XXIII Encuentro Nacional de Arte en 2003 y una residencia en el Banff Centre for the Arts en Canadá. En 2001 ella ganó el premio Adquisición en el Salón de Octubre en Guadalajara y una mención honoraria en la Primera Competencia de Pintura INDART. Su trabajo académico fue reconocido en 2013 con el Reconocimiento Distinción Universidad Nacional para Jóvenes Académicos en la UNAM. Críticos de arte como Jaime Moreno Villareal, Teresa del Conde, Elia Espinosa, Mariano Rivera Velázquez and Francisco Castro Leñero han escrito sobre su trabajo.